# Ла Крос (Вирџинија)
Ла Крос (енгл. La Crosse) град је у америчкој савезној држави Вирџинија. По попису становништва из 2010. у њему је живело 604 становника.

## Демографија
Према попису становништва из 2010. у граду је живело 604 становника, што је 14 (2,3%) становника мање него 2000. године.
| Група             | 2000.       | 2010.       |
| Белци             | 327 (52,9%) | 282 (46,7%) |
| Афроамериканци    | 267 (43,2%) | 192 (31,8%) |
| Азијати           | 1 (0,2%)    | 2 (0,3%)    |
| Хиспаноамериканци | 18 (2,9%)   | 124 (20,5%) |
| Укупно            | 618         | 604         |